# Michael Cain
Ne doit pas être confondu avec Michael Caine ou Michael Kael.
Pour les articles homonymes, voir Cain (homonymie).
Me Michael H. Cain (1929 - 12 septembre 2007 à 78 ans) est un avocat québécois né à Chicoutimi.

## Biographie
Agréé comme médiateur en matière civil et commerciale, Michael H. Cain est d'abord juge à la Cour municipale de Chicoutimi-Nord entre 1969 et 1974. Il devient par la suite bâtonnier du Barreau du Saguenay–Lac-Saint-Jean puis juge puîné à la Cour supérieure du Québec de novembre 1971 à août 1972. Il a démissionné de ce poste « préférant retourner à la pratique du droit dans sa ville ».
En 2002, lors des réorganisations municipales québécoises, Cain est invité à représenter l'establishment local dans le « comité des cinq sages » présidé par Arthur Gobeil pour le débat du nom à adopter à la suite de la fusion décrétée le 18 février 2002.
Il œuvra également dans le dossier sur l'enquête sur la démission surprise du juge Jean-Guy Boilard en février 2003 en tant que représentant du ministère de la Justice du Canada. Il était sous la présidence du juge John D. Richard (en) (juge en chef de la Cour fédérale) et aux côtés du juge Michel Robert (juge en chef de la Cour d'appel du Québec).
Michael H. Cain continue de travailler au cabinet Cain Lamarre Casgrain Wells jusqu'à sa mort en septembre 2007 malgré[Quoi ?] un état de santé fragile après une opération au cœur subie en 2004.

## Distinctions
- 1992 - Médaille des bâtisseurs de Chicoutimi
- 1993 - Médaille au mérite du Barreau du Saguenay–Lac-Saint-Jean[7],[N 1]
- 1996 - Médaille du Barreau du Québec
- 2001 -  Membre de l'Ordre du Canada[8]
- 2001 - Méritas de la Chambre de commerce de Chicoutimi
- 2002 - Médaille du jubilé de Sa Majesté la reine Élisabeth II
- 2005 -  Chevalier de l'Ordre national du Québec[9]

## Publication
- Pierre Legault et Michael H. Cain, Mieux préparer ma succession : aide-mémoire pratique à l'intention du liquidateur de ma succession (exécuteur testamentaire, Montréal, Éditions Transcontinental, 1999 (ISBN 978-2-89472-124-7).